# Etil-maltol
Az etil-maltol, E637 (képlete C7H8O3) a maltolhoz nagyon hasonló anyag, a két vegyület között mindössze annyi a különbség, hogy a maltol metilcsoportja helyett egy etilcsoport található. Szobahőmérsékleten stabil vegyület, számos poláros oldószerben oldható. Az európai vörösfenyő (Larix decidua) kérgéből, az erdeifenyő (Pinus sylvestris) tűleveleiből, pörkölt malátából, vagy laktóz és maltóz melegítésével állítják elő.

## Élelmiszeripari felhasználása
Az etil-maltolnak édeskés, a karamellhez nagyon hasonló illata van. Az élelmiszeriparban ízfokozóként, E637 néven alkalmazzák. Elsősorban pékárukban és süteményekben alkalmazzák, ugyanakkor előfordulhat különféle gyümölcsből készült élelmiszerekben is. Napi maximum beviteli mennyisége 2 mg/testsúlykg. Nincs ismert mellékhatása.

## Külső források
http://www.food-info.net/uk/e/e637.htm